# Doulaincourt-Saucourt
Doulaincourt-Saucourt és un municipi francès situat al departament de l'Alt Marne i a la regió del Gran Est. L'any 2007 tenia 961 habitants.

## Demografia

### Població
El 2007 la població de fet de Doulaincourt-Saucourt era de 961 persones. Hi havia 387 famílies de les quals 133 eren unipersonals (48 homes vivint sols i 85 dones vivint soles), 129 parelles sense fills, 89 parelles amb fills i 36 famílies monoparentals amb fills.
La població ha evolucionat segons el següent gràfic:
Habitants censats

### Habitatges
El 2007 hi havia 504 habitatges, 400 eren l'habitatge principal de la família, 33 eren segones residències i 71 estaven desocupats. 404 eren cases i 98 eren apartaments. Dels 400 habitatges principals, 274 estaven ocupats pels seus propietaris, 112 estaven llogats i ocupats pels llogaters i 14 estaven cedits a títol gratuït; 3 tenien una cambra, 21 en tenien dues, 59 en tenien tres, 115 en tenien quatre i 201 en tenien cinc o més. 278 habitatges disposaven pel capbaix d'una plaça de pàrquing. A 178 habitatges hi havia un automòbil i a 152 n'hi havia dos o més.

### Piràmide de població
La piràmide de població per edats i sexe el 2009 era:
| Homes | Edats   | Dones |
| ----- | ------- | ----- |
| 0     | 95 o +  | 4     |
| 8     | 90 a 94 | 48    |
| 8     | 85 a 89 | 28    |
| 16    | 80 a 84 | 20    |
| 8     | 75 a 79 | 20    |
| 20    | 70 a 74 | 32    |
| 12    | 65 a 69 | 32    |
| 40    | 60 a 64 | 24    |
| 60    | 55 a 59 | 28    |
| 32    | 50 a 54 | 44    |
| 40    | 45 a 49 | 24    |
| 36    | 40 a 44 | 44    |
| 12    | 35 a 39 | 16    |
| 28    | 30 a 34 | 20    |
| 20    | 25 a 29 | 28    |
| 36    | 20 a 24 | 20    |
| 20    | 15 a 19 | 32    |
| 36    | 10 a 14 | 20    |
| 20    | 5 a 9   | 36    |
| 32    | 0 a 4   | 16    |

## Economia
El 2007 la població en edat de treballar era de 543 persones, 368 eren actives i 175 eren inactives. De les 368 persones actives 334 estaven ocupades (182 homes i 152 dones) i 34 estaven aturades (14 homes i 20 dones). De les 175 persones inactives 69 estaven jubilades, 50 estaven estudiant i 56 estaven classificades com a «altres inactius».

### Ingressos
El 2009 a Doulaincourt-Saucourt hi havia 402 unitats fiscals que integraven 899 persones, la mediana anual d'ingressos fiscals per persona era de 14.912 €.

### Activitats econòmiques
Dels 33 establiments que hi havia el 2007, 1 era d'una empresa alimentària, 4 d'empreses de fabricació d'altres productes industrials, 4 d'empreses de construcció, 4 d'empreses de comerç i reparació d'automòbils, 4 d'empreses de transport, 1 d'una empresa d'hostatgeria i restauració, 1 d'una empresa financera, 1 d'una empresa immobiliària, 2 d'empreses de serveis, 6 d'entitats de l'administració pública i 5 d'empreses classificades com a «altres activitats de serveis».
Dels 14 establiments de servei als particulars que hi havia el 2009, 1 era una oficina d'administració d'Hisenda pública, 1 gendarmeria, 1 oficina de correu, 1 una oficina bancària, 1 taller de reparació d'automòbils i de material agrícola, 1 guixaire pintor, 1 lampisteria, 1 electricista, 1 empresa de construcció, 3 perruqueries, 1 restaurant i 1 saló de bellesa.
L'únic establiment comercial que hi havia el 2009 era una carnisseria.
L'any 2000 a Doulaincourt-Saucourt hi havia 4 explotacions agrícoles.

## Equipaments sanitaris i escolars
L'únic equipament sanitari que hi havia el 2009 era una farmàcia.
El 2009 hi havia una escola elemental. Doulaincourt-Saucourt disposava d'un col·legi d'educació secundària amb 289 alumnes.

## Poblacions més properes
El següent diagrama mostra les poblacions més properes.